# Нюрнбергские жареные колбаски

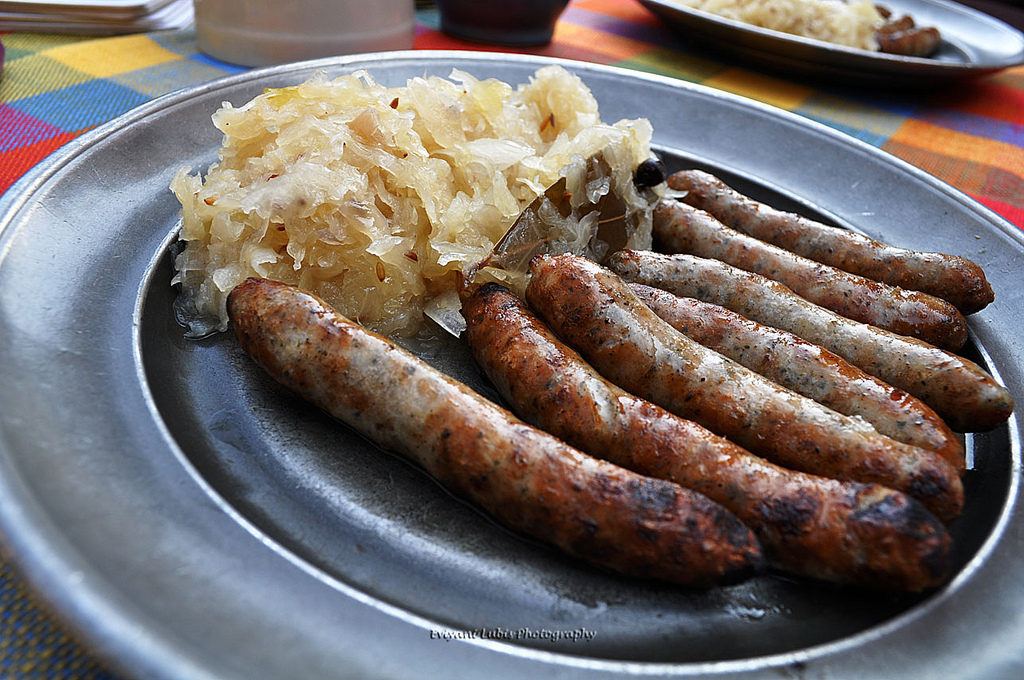
Нюрнбергские жареные колбаски с квашеной капустой в классической подаче на оловянной тарелке

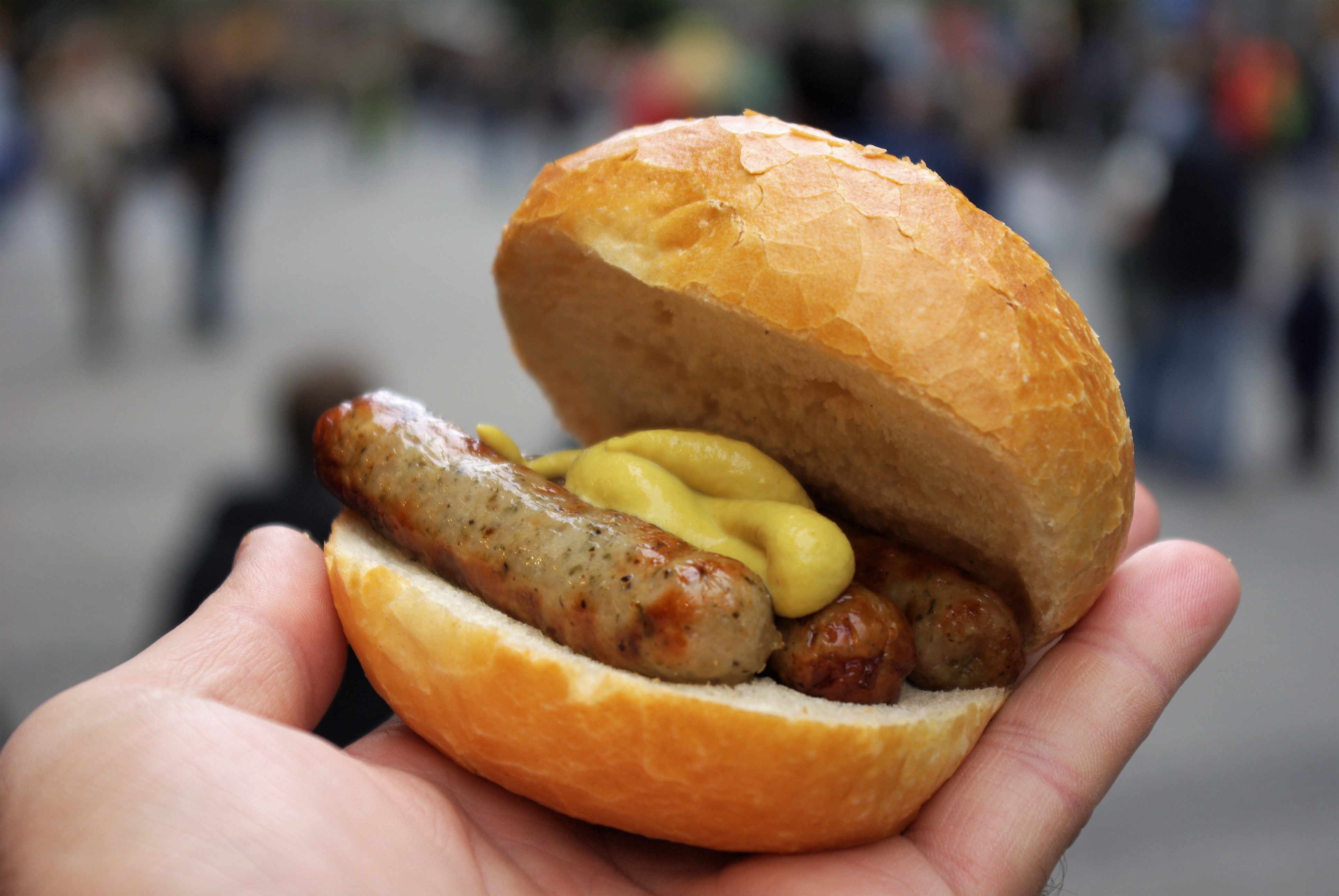
Три нюрнбергских колбаски с горчицей в булочке

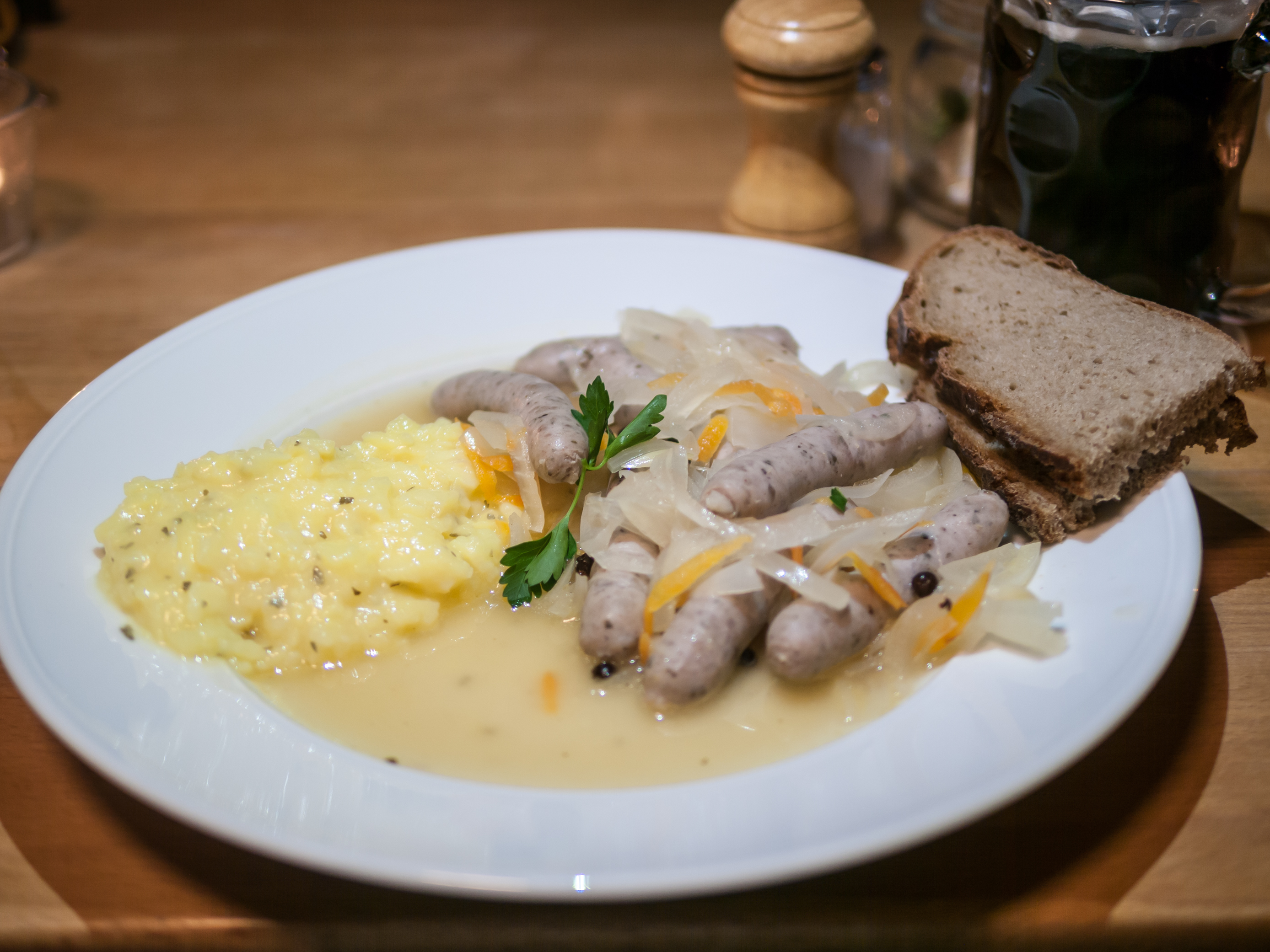
Нюрнбергские колбаски, приготовленные как «голубые кончики», с картофельным салатом на гарнир

Нюрнбергские жареные колбаски (нюрнбергские жареные сосиски, нем. Nürnberger Rostbratwurst) — маленькие немецкие варёные колбаски, предназначенные для жарки на гриле. Специалитет франконского Нюрнберга, с 2003 года находится под защитой географического указания. В 2013 году нюрнбергские жареные колбаски отметили 700-летний юбилей: 13 сентября 1313 года нюрнбергский городской совет впервые постановил, что на их производство должна идти только филейная часть туши свиньи. Соответствующий документ — «мясной указ» хранится в Баварском государственном архиве.
Для нюрнбергских жареных колбасок характерен небольшой размер до 9 см в длину и вес до 25 граммов, среднегрубый помол фарша из грубо обезжиренной свинины и майоран в качестве основной приправы в нём. По легенде, малый размер колбасок объясняется тем, что в давние времена нюрнбергские мясники тайком торговали маленькими колбасками в неурочные часы после закрытия через замочную скважину. На фарш для нюрнбергских колбасок годятся свиная лопатка, окорок, щековина и грудинка без добавления свиной шкурки. Помимо положенных соли и перца и традиционно доминирующего майорана каждый мясник добавляет другие пряности согласно своему фирменному рецепту. Нюрнбергские колбаски формуют в тонкие съедобные овечьи черева диаметром до 15 мм.
Готовые нюрнбергские жареные колбаски как самостоятельное блюдо подают с квашеной капустой, картофельным салатом или хреном и хлебом, в классическом варианте — на оловянной тарелке. К ним рекомендуют бамбергское копчёное пиво, тёмное пиво с солодовой или карамельной ноткой или франконский сильванер. В качестве уличной еды жареные колбаски в Нюрнберге продают по три штуке в булочке с острой горчицей. Порции нюрнбергских колбасок бывают три, шесть, десять и двенадцать. Помимо жарки на гриле нюрнбергские колбаски разогревают в горячей воде с добавлением винного уксуса и репчатого лука, как «голубые кончики». С нюрнбергскими жареными колбасками готовят и другие блюда, например, картофельные запеканки, картофельные супы, а также их добавляют в спаржевый или капустный салат.
В Нюрнберге производство колбасных изделий и в том числе нюрнбергских жареных колбасок ведут около семи десятков мясников и четыре крупных предприятия, самое известное из которых HoWe Wurstwaren принадлежит бывшему футболисту и футбольному тренеру Ули Хёнессу и выпускает в день до 4 млн нюрнбергских колбасок. Нюрнбергские жареные колбаски добились международного признания: их можно обнаружить на шведском столе за завтраком в лучших отелях мира, где они постепенно вытесняют привычные английские сосиски. Самыми известными трактирами в Нюрнберге, где подают братвурсты, являются Zum Gulden Stern и Bratwurstglöcklein.
Со слов современников известно, что И. В. Гёте был страстным почитателем тюрингенских братвурстов, но он также заказывал себе в Веймар нюрнбергские колбаски. Жану Полю в Байрейт нюрнбергские колбаски отправлял издатель, писатель благодарил его в 1813 году следующими словами: «Колбаски моему желудку что прекрасные незабудки из Нюрнберга».